# 제44회 골든 글로브상
제44회 골든 글로브상은 1986년 상영된 영화 중 가장 뛰어난 영화를 수상하기 위해 1987년 1월에 열린 시상식이다. 미국,캘리포니아/비버리 힐튼 호텔에서 개최되었다.

## 수상 및 후보

### 세실 B. 데밀 상
- 앤서니 퀸 수상

### 작품상-드라마
- 플래툰 - 올리버 스톤 수상
- 작은 신의 아이들 - Randa Haines
- 모나리자 - 닐 조던
- 미션 - 롤랑 조페
- 스탠 바이 미 - 로브 라이너
- 전망 좋은 방 - 제임스 아이버리

### 여우주연상-드라마
- 작은 신의 아이들 - 마리 매트린 수상
- 섬씽 와일드 - 제프 다니엘스
- 에이리언 2 - 시고니 위버
- 듀엣 포 원 - 줄리 앤드류스
- 나이트 마더 - 앤 밴크로프트

### 남우주연상-드라마
- 모나리자 - 봅 호스킨스 수상
- 컬러 오브 머니 - 폴 뉴먼
- 미션 - 제레미 아이언스
- 라운드 미드나잇 - 덱스터 고든
- 모스키토 코스트 - 해리슨 포드

### 작품상-뮤지컬코미디
- 한나와 그 자매들 - 우디 앨런 수상
- 크라임 오브 하트 - 브루스 베레스포드
- 크로커다일 던디 - 피터 퍼먼
- 흡혈 식물 대소동 - 프랭크 오즈
- 페기 수 결혼하다 - 프란시스 포드 코폴라
- 비버리 힐의 낮과 밤 - 폴 마줄스키

### 여우주연상-뮤지컬코미디
- 크라임 오브 하트 - 씨씨 스페이식 수상
- 익스트레머티스 - 파라 포셋
- 페기 수 결혼하다 - 캐슬린 터너
- 섬씽 와일드 - 멜라니 그리피스
- 인생이란 - 루리 앤드류즈

### 남우주연상-뮤지컬코미디
- 크로커다일 던디 - 폴 호간 수상
- 작은 신의 아이들 - 윌리암 허트
- 인생이란 - 잭 레먼
- 골치 아픈 여자 - 대니 드비토
- 페리스의 해방 - 매슈 브로더릭

### 여우조연상
- 전망 좋은 방 - 매기 스미스 수상
- 후지어 - 데니스 호퍼
- 컬러 오브 머니 - 메리 엘리자베스 매스트란토니오
- 한나와 그 자매들 - 다이앤 위스트
- 모나리자 - 캐시 타이슨
- 크로커다일 던디 - 린다 코즐로스키

### 남우조연상
- 플래툰 - 톰 베린저 수상
- 비버리 힐의 낮과 밤 - 베트 미들러
- 한나와 그 자매들 - 마이클 케인
- 섬씽 와일드 - 레이 리오타
- 블루 벨벳 - 데니스 호퍼

### 외국어 영화상
- 한밤의 암살자 - 폰스 라드메이커스 수상
- 세남자와 아기바구니 - 콜린 세로
- 베티 블루 - 장-자크 베넥스
- 진저와 프레드 - 페데리코 펠리니
- 오델로 - 프랑코 제페렐리

### 감독상
- 플래툰 - 올리버 스톤 수상
- 미션 - 롤랑 조페
- 전망 좋은 방 - 제임스 아이버리
- 스탠 바이 미 - 로브 라이너
- 한나와 그 자매들 - 우디 앨런

### 각본상
- 미션 - 로버트 볼트 수상
- 한나와 그 자매들 - 우디 앨런
- 플래툰 - 올리버 스톤
- 모나리자 - 닐 조던
- 블루 벨벳 - 데이빗 린치

### 음악상
- 미션 - 엔니오 모리꼬네 수상
- 탑 건 - Harold Faltermeyer
- 흡혈 식물 대소동 - 마일즈 굿맨
- 모스키토 코스트 - 모리스 자르
- 라운드 미드나잇 - 허비 행콕

### 주제가상
- 탑 건 - 조지오 모로더 수상
- 아메리칸 테일 - 제임스 호너 외
- 베스트 키드 2 - 데이빗 포스터
- 해리와 아치 - 버트 바카락
- 인생이란 - Henry Mancini
- 필사의 도주 - Rod Temperton

## 같이 보기
- 제59회 아카데미상
- 제7회 골든 래즈베리상
- 제40회 영국 아카데미 영화상